# Gouden Schoen (België)
De Gouden Schoen (Frans: Soulier d'Or) is een trofee die vanaf 1954 tot en met 2015 jaarlijks werd uitgereikt aan de beste mannelijke speler in de Belgische voetbalcompetitie in het voorbije kalenderjaar. Vanaf 2016 worden er twee Gouden Schoenen uitgereikt, een voor de beste mannelijke voetballer en een voor de beste vrouwelijke voetballer. De winnaars zijn die spelers die de meeste stemmen krijgt die worden toegekend door sportjournalisten, bestuursleden van de Belgische voetbalbond, enkele scheidsrechters en door vroegere winnaars van de Gouden Schoen.

## Achtergrond
Omdat een voetbalseizoen niet samenvalt met een kalenderjaar, zijn er twee stemrondes, een in juli na afloop van een seizoen, en een in december na de eerste helft van een nieuw seizoen. In januari van het volgend jaar worden de stemmen dan samengeteld en de winnaar van de Gouden Schoen bekendgemaakt.
Deze prijs is een organisatie van de krant Het Laatste Nieuws. Ze wordt beschouwd als de belangrijkste onderscheiding die een voetballer in de Belgische competitie kan krijgen.
Paul Van Himst won de Gouden Schoen viermaal, wat nog steeds het record is. Wilfried Van Moer, Jan Ceulemans en Hans Vanaken wonnen elk driemaal. De eerste buitenlander die de trofee binnenhaalde was de Nederlander Johan Boskamp. De enige buitenlanders die de prijs meer dan eenmaal wonnen zijn Pär Zetterberg en Mbark Boussoufa.

## Televisieshow
De prijs wordt sinds 1998 jaarlijks uitgereikt in een gelijknamige televisieshow op VTM. De show werd in 2018 live uitgezonden vanuit Paleis 12 in Brussel. De edities van 2017 en 2018 werden gepresenteerd door Maarten Breckx en Birgit Van Mol. In 2019 kwam daar ook nog Niels Destadsbader bij. In 2020 werd de show live uitgezonden vanuit het Studio 100 Pop-Up Theater. In het verleden werd de show ook gepresenteerd door onder meer Robin Janssens, Francesca Vanthielen, Bart Raes en Tom Coninx. Van 1991 tot 1997 werd het gala van de Gouden Schoen uitgezonden door de BRTN en gepresenteerd door Carl Huybrechts en Frank Raes.

## Overzicht van de winnaars

### Mannen
| Jaar | Winnaar            | Club             | Nationaliteit |
| ---- | ------------------ | ---------------- | ------------- |
| 1954 | Rik Coppens        | Beerschot        | België        |
| 1955 | Fons Van Brandt    | Lierse SK        | België        |
| 1956 | Victor Mees        | Royal Antwerp FC | België        |
| 1957 | Jef Jurion         | RSC Anderlecht   | België        |
| 1958 | Roland Storme      | KAA Gent         | België        |
| 1959 | Lucien Olieslagers | Lierse SK        | België        |
| 1960 | Paul Van Himst     | RSC Anderlecht   | België        |
| 1961 | Paul Van Himst     | RSC Anderlecht   | België        |
| 1962 | Jef Jurion         | RSC Anderlecht   | België        |
| 1963 | Jean Nicolay       | Standard Luik    | België        |
| 1964 | Wilfried Puis      | RSC Anderlecht   | België        |
| 1965 | Paul Van Himst     | RSC Anderlecht   | België        |
| 1966 | Wilfried Van Moer  | Royal Antwerp FC | België        |
| 1967 | Fernand Boone      | Club Brugge      | België        |
| 1968 | Odilon Polleunis   | STVV             | België        |
| 1969 | Wilfried Van Moer  | Standard Luik    | België        |
| 1970 | Wilfried Van Moer  | Standard Luik    | België        |
| 1971 | Erwin Vandendaele  | Club Brugge      | België        |
| 1972 | Christian Piot     | Standard Luik    | België        |
| 1973 | Maurice Martens    | RWD Molenbeek    | België        |
| 1974 | Paul Van Himst     | RSC Anderlecht   | België        |
| 1975 | Johan Boskamp      | RWD Molenbeek    | Nederland     |
| 1976 | Rob Rensenbrink    | RSC Anderlecht   | Nederland     |
| 1977 | Julien Cools       | Club Brugge      | België        |
| 1978 | Jean-Marie Pfaff   | SK Beveren       | België        |
| 1979 | Jean Janssens      | SK Beveren       | België        |
| 1980 | Jan Ceulemans      | Club Brugge      | België        |
| 1981 | Erwin Vandenbergh  | Lierse SK        | België        |
| 1982 | Eric Gerets        | Standard Luik    | België        |
| 1983 | Frank Vercauteren  | RSC Anderlecht   | België        |
| 1984 | Enzo Scifo         | RSC Anderlecht   | België        |
| 1985 | Jan Ceulemans      | Club Brugge      | België        |
| 1986 | Jan Ceulemans      | Club Brugge      | België        |
| 1987 | Michel Preud'homme | KV Mechelen      | België        |
| 1988 | Lei Clijsters      | KV Mechelen      | België        |
| 1989 | Michel Preud'homme | KV Mechelen      | België        |

| Jaar | Winnaar             | Club                                | Nationaliteit  |
| ---- | ------------------- | ----------------------------------- | -------------- |
| 1990 | Franky Van der Elst | Club Brugge                         | België         |
| 1991 | Marc Degryse        | RSC Anderlecht                      | België         |
| 1992 | Philippe Albert     | KV Mechelen / RSC Anderlecht        | België         |
| 1993 | Pär Zetterberg      | Sporting Charleroi / RSC Anderlecht | Zweden         |
| 1994 | Gilles De Bilde     | SC Eendracht Aalst                  | België         |
| 1995 | Paul Okon           | Club Brugge                         | Australië      |
| 1996 | Franky Van der Elst | Club Brugge                         | België         |
| 1997 | Pär Zetterberg      | RSC Anderlecht                      | Zweden         |
| 1998 | Branko Strupar      | KRC Genk                            | België         |
| 1999 | Lorenzo Staelens    | RSC Anderlecht                      | België         |
| 2000 | Jan Koller          | RSC Anderlecht                      | Tsjechië       |
| 2001 | Wesley Sonck        | KRC Genk                            | België         |
| 2002 | Timmy Simons        | Club Brugge                         | België         |
| 2003 | Aruna Dindane       | RSC Anderlecht                      | Ivoorkust      |
| 2004 | Vincent Kompany     | RSC Anderlecht                      | België         |
| 2005 | Sergio Conceição    | Standard Luik                       | Portugal       |
| 2006 | Mbark Boussoufa     | KAA Gent / RSC Anderlecht           | Marokko        |
| 2007 | Steven Defour       | Standard Luik                       | België         |
| 2008 | Axel Witsel         | Standard Luik                       | België         |
| 2009 | Milan Jovanović     | Standard Luik                       | Servië         |
| 2010 | Mbark Boussoufa     | RSC Anderlecht                      | Marokko        |
| 2011 | Matías Suárez       | RSC Anderlecht                      | Argentinië     |
| 2012 | Dieumerci Mbokani   | RSC Anderlecht                      | Congo-Kinshasa |
| 2013 | Thorgan Hazard      | SV Zulte Waregem                    | België         |
| 2014 | Dennis Praet        | RSC Anderlecht                      | België         |
| 2015 | Sven Kums           | KAA Gent                            | België         |
| 2016 | José Izquierdo      | Club Brugge                         | Colombia       |
| 2017 | Ruud Vormer         | Club Brugge                         | Nederland      |
| 2018 | Hans Vanaken        | Club Brugge                         | België         |
| 2019 | Hans Vanaken        | Club Brugge                         | België         |
| 2020 | Lior Refaelov       | Royal Antwerp FC                    | Israël         |
| 2021 | Paul Onuachu        | KRC Genk                            | Nigeria        |
| 2022 | Simon Mignolet      | Club Brugge                         | België         |
| 2023 | Toby Alderweireld   | Royal Antwerp FC                    | België         |
| 2024 | Hans Vanaken        | Club Brugge                         | België         |

### Vrouwen
| Jaar | Winnaar        | Club                           |
| ---- | -------------- | ------------------------------ |
| 2016 | Tessa Wullaert | VfL Wolfsburg                  |
| 2017 | Janice Cayman  | Montpellier HSC                |
| 2018 | Tessa Wullaert | Manchester City                |
| 2019 | Tessa Wullaert | Manchester City                |
| 2020 | Tine De Caigny | RSC Anderlecht                 |
| 2021 | Janice Cayman  | Olympique Lyonnais             |
| 2022 | Nicky Evrard   | KAA Gent / OH Leuven           |
| 2023 | Tessa Wullaert | Fortuna Sittard                |
| 2024 | Tessa Wullaert | Fortuna Sittard / Inter Milaan |

## Statistieken
- Zie: Statistieken van Belgische Gouden Schoen

## Beste Belg in het buitenland
| Jaar | Winnaar              | Club                            |
| ---- | -------------------- | ------------------------------- |
| 2000 | Émile Mpenza         | Schalke 04                      |
| 2001 | Geert De Vlieger     | Willem II                       |
| 2002 | Marc Wilmots         | Schalke 04                      |
| 2003 | geen uitreiking      |                                 |
| 2004 | geen uitreiking      |                                 |
| 2005 | geen uitreiking      |                                 |
| 2006 | geen uitreiking      |                                 |
| 2007 | geen uitreiking      |                                 |
| 2008 | Marouane Fellaini    | Everton FC                      |
| 2009 | Thomas Vermaelen     | Arsenal FC                      |
| 2010 | Vincent Kompany      | Manchester City                 |
| 2011 | geen uitreiking      |                                 |
| 2012 | geen uitreiking      |                                 |
| 2013 | Thibaut Courtois     | Atlético Madrid                 |
| 2014 | Thibaut Courtois     | Atlético Madrid / Chelsea       |
| 2015 | Kevin De Bruyne      | VfL Wolfsburg / Manchester City |
| 2016 | Kevin De Bruyne      | Manchester City                 |
| 2017 | Eden Hazard          | Chelsea FC                      |
| 2018 | Eden Hazard          | Chelsea FC                      |
| 2019 | Eden Hazard          | Chelsea FC / Real Madrid        |
| 2020 | Romelu Lukaku        | Inter Milaan                    |
| 2021 | Romelu Lukaku        | Inter Milaan / Chelsea FC       |
| 2022 | Kevin De Bruyne      | Manchester City                 |
| 2023 | Kevin De Bruyne      | Manchester City                 |
| 2024 | Charles De Ketelaere | Atalanta Bergamo                |

## Trainer van het Jaar
| Jaar | Winnaar             | Club                   | Nationaliteit |
| ---- | ------------------- | ---------------------- | ------------- |
| 2013 | Francky Dury        | SV Zulte Waregem       | België        |
| 2014 | Besnik Hasi         | RSC Anderlecht         | Albanië       |
| 2015 | Hein Vanhaezebrouck | KAA Gent               | België        |
| 2016 | Michel Preud'homme  | Club Brugge            | België        |
| 2017 | Felice Mazzù        | Sporting Charleroi     | België        |
| 2018 | Ivan Leko           | Club Brugge            | Kroatië       |
| 2019 | Philippe Clement    | KRC Genk / Club Brugge | België        |
| 2020 | Philippe Clement    | Club Brugge            | België        |
| 2021 | Felice Mazzù        | Union Sint-Gillis      | België        |
| 2022 | Wouter Vrancken     | KV Mechelen / KRC Genk | België        |
| 2023 | Mark van Bommel     | Antwerp FC             | Nederland     |
| 2024 | Nicky Hayen         | Club Brugge            | België        |

## Doelman van het Jaar
| Jaar | Winnaar         | Club           | Nationaliteit |
| ---- | --------------- | -------------- | ------------- |
| 2013 | Silvio Proto    | RSC Anderlecht | België        |
| 2014 | Mathew Ryan     | Club Brugge    | Australië     |
| 2015 | Matz Sels       | KAA Gent       | België        |
| 2016 | Ludovic Butelle | Club Brugge    | Frankrijk     |
| 2017 | Lovre Kalinić   | KAA Gent       | Kroatië       |
| 2018 | Lovre Kalinić   | KAA Gent       | Kroatië       |
| 2019 | Simon Mignolet  | Club Brugge    | België        |
| 2020 | Simon Mignolet  | Club Brugge    | België        |
| 2021 | Simon Mignolet  | Club Brugge    | België        |
| 2022 | Simon Mignolet  | Club Brugge    | België        |
| 2023 | Jean Butez      | Antwerp FC     | Frankrijk     |
| 2024 | Simon Mignolet  | Club Brugge    | België        |

## Belofte van het Jaar
| Jaar | Winnaar              | Club                      | Nationaliteit |
| ---- | -------------------- | ------------------------- | ------------- |
| 2013 | Thorgan Hazard       | SV Zulte Waregem          | België        |
| 2014 | Youri Tielemans      | RSC Anderlecht            | België        |
| 2015 | Youri Tielemans      | RSC Anderlecht            | België        |
| 2016 | Leon Bailey          | KRC Genk                  | Jamaica       |
| 2017 | Henry Onyekuru       | RSC Anderlecht            | Nigeria       |
| 2018 | Wesley Moraes        | Club Brugge               | Brazilië      |
| 2019 | Yari Verschaeren     | RSC Anderlecht            | België        |
| 2020 | Charles De Ketelaere | Club Brugge               | België        |
| 2021 | Charles De Ketelaere | Club Brugge               | België        |
| 2022 | Bilal El Khannous    | KRC Genk                  | Marokko       |
| 2023 | Arthur Vermeeren     | Antwerp FC                | België        |
| 2024 | Bilal El Khannouss   | KRC Genk / Leicester City | Marokko       |